# 黃讓
黃讓（？—？），南直隸蕪湖縣人，明朝政治人物。

## 生平
正統十二年（1447年）丁卯科應天鄉試舉人。景泰五年（1454年），中進士，授監察御史。景泰六年（1455年），因災異多發，倪敬與同為監察御史的倪敬、羅俊、杜宥、汪清、盛昶六人一同上書請求皇帝廉政并減免營造浪費。明景帝不悅，下書至禮部。而禮部官員稱讚六人忠愛。景帝聽後仍然不寬恕。不久，詔令都御史蕭維禎考察其屬，命罷免這些人。受牽連的十六位御史均被貶為典史。明英宗發動奪門之變后，詔命此等人均為知縣。之後，黃讓任安嶽縣知縣。后因得罪錦衣衛，戍廣西。隨後赦免歸還，恢復官職。